# Trupanea phrycta
Trupanea phrycta är en tvåvingeart som först beskrevs av Friedrich Georg Hendel 1914.  Trupanea phrycta ingår i släktet Trupanea och familjen borrflugor.
Artens utbredningsområde är Peru. Inga underarter finns listade i Catalogue of Life.